# 권상원
권상원(權相遠, 1969년 6월 7일 ~ 2020년 11월 29일)은 대한민국의 수영 선수로 주 종목은 자유형이다. 1988년 하계 올림픽에 대한민국 국가대표로 참가했다.
은퇴 후 대전시설관리공단 수영팀의 감독을 맡다가 2020년 11월 29일에 사망했다.